# Ludvig Dam
Hans Peter Ludvig Dam (ur. 24 marca 1884 w Nykøbing Falster, zm. 29 marca 1972 w Odense) – duński pływak, medalista olimpijski na Letnich Igrzyskach Olimpijskich 1908 w Londynie.
Na Olimpiadzie Letniej 1906 brał udział w konkurencji pływackiej 100 metrów stylem dowolnym, gdzie odpadł w eliminacjach.
Podczas igrzysk olimpijskich w Londynie zdobył srebrny medal na 100 metrów stylem grzbietowym. Brał udział również w sztafecie 4 × 200 metrów stylem dowolnym.